# Johannes Neubert
Johannes Neubert (* 11. August 1969 in Jena) ist ein deutscher Kulturmanager. Er ist Délégué Général des Orchestre National de France. Von 2011 bis Ende 2019 war er Intendant der Wiener Symphoniker.

## Leben und Wirken
Neubert wurde in Jena geboren und studierte von 1987 bis 1992 Querflöte an den Hochschulen für Musik Leipzig und Berlin. Nach dem Diplom und einer kurzen Tätigkeit als Flötist im Berliner Sinfonie-Orchester (heute Konzerthausorchester Berlin) begann er 1992 an der Humboldt-Universität Berlin ein Magisterstudium der Musikwissenschaft, Politikwissenschaft und Geschichte, wechselte jedoch nach einem Jahr an die Hochschule für Musik und Theater Hamburg und absolvierte dort 1995 sein Diplom für Kulturmanagement. Zusätzlich legte er 1996 an der City University London das Postgraduate Diploma in Arts Administration ab.
Auf eine erste Tätigkeit als Trainee in der Marketingabteilung der English National Opera in London (1996) folgte die Marketingleitung der Musikalischen Jugend Österreichs (Jeunesse) in Wien (bis 1999), ehe er im Anschluss daran persönlicher Referent Christoph Lieben-Seutters am Wiener Konzerthaus wurde.
Von 2002 bis 2010 war Neubert Künstlerischer Geschäftsführer des Tonkünstler-Orchesters Niederösterreich und von 2005 bis 2010 zusätzlich auch Geschäftsführer des von ihm mitbegründeten Grafenegg Festivals. Von Jahresbeginn 2011 bis Ende 2019 war er Intendant der Wiener Symphoniker. Seine Nachfolge trat zum 1. Oktober 2019 der Orchesterdirektor der Sächsischen Staatskapelle Dresden, Jan Nast an. Im September 2019 trat Johannes Neubert sein Amt als Geschäftsführer, Délégué Général, des Orchestre National de France, des Orchesters von Radio France, an.
Im März 2024 wurde bekanntgegeben, dass er Rudolf Buchbinder ab Oktober 2026 als künstlerischer Leiter des Grafenegg Festivals nachfolgen soll.